# Embarcadero de Jericó
Embarcadero de Jericó är en ort i Mexiko.   Den ligger i kommunen Villa Corzo och delstaten Chiapas, i den sydöstra delen av landet, 800 km sydost om huvudstaden Mexico City. Embarcadero de Jericó ligger 525 meter över havet och antalet invånare är 685.
Terrängen runt Embarcadero de Jericó är kuperad västerut, men österut är den platt. Runt Embarcadero de Jericó är det glesbefolkat, med 19 invånare per kvadratkilometer. Närmaste större samhälle är Diamante de Echeverría, 11,4 km sydost om Embarcadero de Jericó. I omgivningarna runt Embarcadero de Jericó växer huvudsakligen savannskog.